# Moundville (Alabama)
Pour les articles homonymes, voir Moundville.
Moundville est une municipalité américaine située dans les comtés de Hale et de Tuscaloosa en Alabama. Selon le recensement de 2010, sa population est de 2 427 habitants.

## Géographie
Bordée par la Black Warrior, Moundville se trouve à environ 30 km au sud de la ville de Tuscaloosa, dans le centre-ouest de l'Alabama.
Selon le Bureau du recensement des États-Unis, la municipalité s'étend sur 4,64 milles carrés (12,02 km2). Elle se trouve principalement dans le comté de Hale, qui accueille sur 3,43 milles carrés (8,88 km2) 1 705 de ses habitants en 2010 (pour un total de 2 427).

## Histoire
Moundville est fondée en 1891, à l'emplacement d'une ancienne communauté agricole nommée Carthage. Elle est nommée en référence aux tumulus amérindiens (en anglais : mounds) situés à proximité de la ville. Ces tumulus forment le site archéologique de Moundville (en), qui est l'un des plus grands vestiges de la civilisation du Mississippi. Le site est classé National Historic Landmark depuis 1964.

## Démographie
| 1910 | 1920 | 1930 | 1940 | 1950 | 1960 |
| ---- | ---- | ---- | ---- | ---- | ---- |
| 253  | 328  | 757  | 812  | 901  | 922  |

| 1970 | 1980  | 1990  | 2000  | 2010  | - |
| ---- | ----- | ----- | ----- | ----- | - |
| 996  | 1 310 | 1 348 | 1 809 | 2 427 | - |